# Associazione Sportiva Dilettantistica Asti
L'Associazione Sportiva Dilettantistica Asti, meglio nota come Asti, è una società calcistica italiana con sede nella città di Asti. Milita in Serie D, quarta serie del campionato italiano di calcio
Nata ufficialmente nel 1932, ha cambiato denominazione diverse volte negli anni successivi a causa delle tante fusioni con società calcistiche locali, tornando comunque successivamente sempre alla denominazione originaria.
I colori sociali sono il bianco ed il rosso, disputa le partite di casa allo stadio Censin Bosia ed ha come simbolo un galletto.

## Storia

### Le società pioniere
Le prime notizie calcistiche di Asti risalgono al 1902. Durante le festività di San Secondo si organizzò, all'ippodromo di Piazza del mercato, un quadrangolare tra il blasonato Genoa, che contava nel suo palmarès già 4 scudetti, il Milan Cricket and Football Club, lo Sport Audace Torino e l'Andrea Doria. Il 31 agosto dello stesso anno, sulla scia di questo avvenimento, una compagine astigiana si cimentò contro una rappresentativa della "nemica" città di Alba.
Solamente nel 1907 sorse la prima società di calcio astigiana: nei locali del Caffè Sport di piazza Alfieri nacque il Football Club Astense, con maglia rossa e calzoncini bianchi (i colori della città). L'esordio avvenne il 14 aprile 1907, contro la squadra dell'Istituto Leardi di Casale Monferrato (diventato poi il Casale). Il match si chiuse a reti inviolate; la formazione di quell'incontro fu la seguente: Calzia Carlo, Visconti Vincenzo, Torelli Enrico, Giolitto Mario, Visconti Lodovico, Prete Virgilio; Albanese Attilio, Savojardo Amilcare, Besozzi Attilio, Visconti Vittorio e Barbiero Ferrante.
Nel 1908 l'Astense disputò il suo primo campionato di Terza Categoria, nel 1914 acquistò un terreno in strada Volta, nel Borgo San Lazzaro, che costituì il suo primo campo di gioco. Nel 1914 e  nel 1915 il club disputò campionati locali.

Stemma della Polisportiva Fulgor

Al termine della Grande Guerra, tutta l'attività sportiva in Asti gravitava nell'orbita della Società Polisportiva Fulgor. Nel 1918 nacque la sezione calcistica: la squadra indossava una maglia bianca decorata dallo stemma sabaudo. Nel 1919 nacque la società calcistica Laico, la cui prima squadra era denominata Asti Football Club, con maglia viola bordata di bianco, nata in aperta antitesi alla "cattolica" Fulgor.
Le due società si unirono il 26 marzo 1921, dando vita alla Unione Calciatori Astigiani (U.C.A.), con maglia rossa a bordi bianchi e calzoncini e calzettoni neri; la nuova società raggiunse la promozione in Seconda Divisione, il campionato cadetto dell'epoca, nel 1924. Continuò a militare nel campionato cadetto (che nel 1926 cambiò denominazione in Prima Divisione) fino al 1929, allorché la creazione della Serie A e della Serie B declassò la Prima Divisione a terzo livello dell'epoca. L'Asti, che finora in Prima Divisione non aveva brillato (venendo addirittura retrocesso al termine della stagione 1927-1928, salvo poi essere ripescato), non riuscì a portare a termine il campionato di Prima Divisione 1929-1930 Girone A: ritiratasi alla 26ª giornata, venne escluso dal campionato e successivamente radiato dai ruoli federali per mancata iscrizione.

### Fondazione dell'Associazione Calcio Asti

Una formazione dell'U.C. Astigiani del 1921.

Il 21 agosto 1932 dalla disciolta U.C. Astigiani venne fondata l'A.C. Asti (Associazione Calcio Asti), con divisa completamente rossa; la società avrebbe dovuto partire dall'ultima categoria nella scala gerarchica FIGC, la Terza Divisione, ma il Direttorio Regionale Piemontese la ammise eccezionalmente in Seconda Divisione. Condotta da Enrico Migliavacca in veste di allenatore-giocatore, nella stagione 1932-1933 la squadra vinse il girone C delle Finali di Seconda Divisione, ottenendo così la promozione in Prima Divisione, la Serie C dell'epoca. Nel campionato del 1937 fu ingaggiato come allenatore - giocatore l'"azzurro" Renato Cattaneo, che aveva disputato dodici stagioni nell'Alessandria e due nella Roma; l'Asti risultò essere la squadra rivelazione di quel torneo.
L’Asti nella stagione 1939-1940 era in serie C ed era finita quarta dietro il Casale che la eliminò in Coppa Italia. Mantenne le posizioni anche nei due campionati successivi.
Con lo scoppio della seconda guerra mondiale, seguirono anni di crisi ai vertici della società; nella stagione 1942-1943 segnata dai bombardamenti e dalla recrudescenza del conflitto, prese il comando della squadra l'argentino della Nazionale e del River Plate Filippo Pascucci. Fu proprio in quell'anno che la squadra batté tutti i record negativi della sua storia, compreso quello della peggior sconfitta in assoluto: 15 a 0 contro la Biellese. Pochi giorni dopo la società venne penalizzata per una serie di rinunce alle trasferte ed scelse di ritirarsi dal campionato, esclusa dalla 22 giornata e venne assegnato d’ufficio all’ultimo posto.
Nel 1944 i galletti disputarono un torneo di guerra che raggruppava la Juventus, il Torino, il Genova 1893, il Casale, l'Alessandria ed altre squadre calcistiche del Nord-Italia, ovvero il girone piemontese-ligure del campionato Alta Italia a 10 squadre, che fu vinto dal Torino Fiat, seconda la Juventus Cisitalia. L’Asti concluse il campionato con un onorevole settimo posto davanti a Casale, Alessandria e Cuneo. La formazione tipo di quella stagione difficile era: Sain, Manfredini, Soldani, Callegari, Acquarone, Gazzarri, Canova, Garavelli, Bertoni, Maestri, Pagliano.

### La Serie B sfiorata
Dalla stagione 1945-1946 le migliori squadre di Serie C furono aggregate alla Serie B. Le restanti vennero unite alle squadre migliori della Prima Divisione Regionale ed ad un nutrito contingente di club cui venne attribuita la categoria persa per cause legate alla situazione politica del paese. Un esercito di 112 sodalizi, suddiviso in nove gironi, i cui vincitori avrebbero avuto accesso alle finali in cui era in palio un solo posto per la Serie B dell’anno successivo. Anche l’Asti ripartì da questa serie C, arrivando per ben tre stagioni consecutive a disputare gli spareggi per la Serie B, senza però mai riuscire a imporsi.

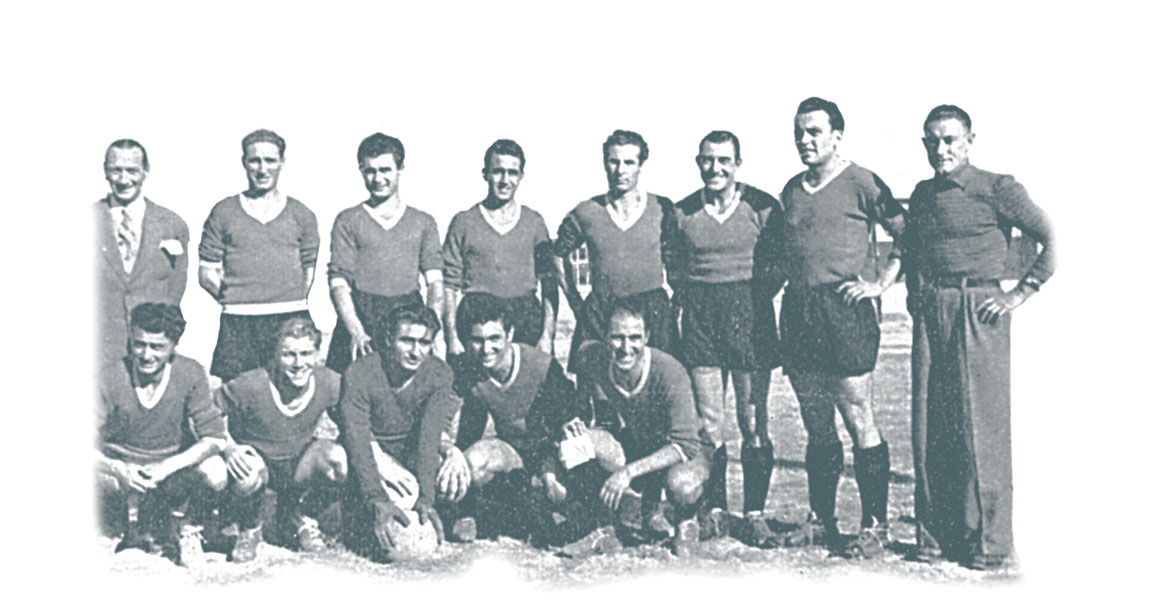
Asti campionato 1945-46 finale con la Mestrina.'In piedi, da sinistra, Bassetti (dir.), Pavese, Fusero, Acquarone. Ferrari, Busoni, Borsato, Piccaluga (all.). Accosciati (da sin.): De Lucchi, Cavagnero, Agnisetta, Maestri, Michelini

Nella stagione 1945-1946 fu inserita nel girone D con Volpianese, Divisione Cremona, Acqui, Speranza Saviglianese, Fossanese, Ivrea, Piemonte, Aosta, Saluzzo, Pinerolo, Veloces Biella. Vincendo il girone con 33 punti, l’Asti si qualificò alle semifinali con Stradellina, Vimercatese, Parabiago e Melzo. Vinse anche questa fase con 12 punti e fu ammessa alla finale che avrebbe potuto aprire le porte della Serie B.
Avversaria fu la Mestrina, società della terraferma veneziana, i cui giocatori indossavano una maglia arancio-nera. Una bella avventura finita però nel peggiore dei modi. All’andata, ad Asti, si chiuse sullo 0-0, con i padroni di casa sfortunatissimi che colsero un palo e sbagliarono un rigore a due minuti dalla fine. La partita di ritorno si giocò a Mestre e vide i tifosi astigiani fare un viaggio di 400 chilometri su mezzi di fortuna e su strade dissestate. Finì con un sonoro 7-2 a favore dei padroni di casa.

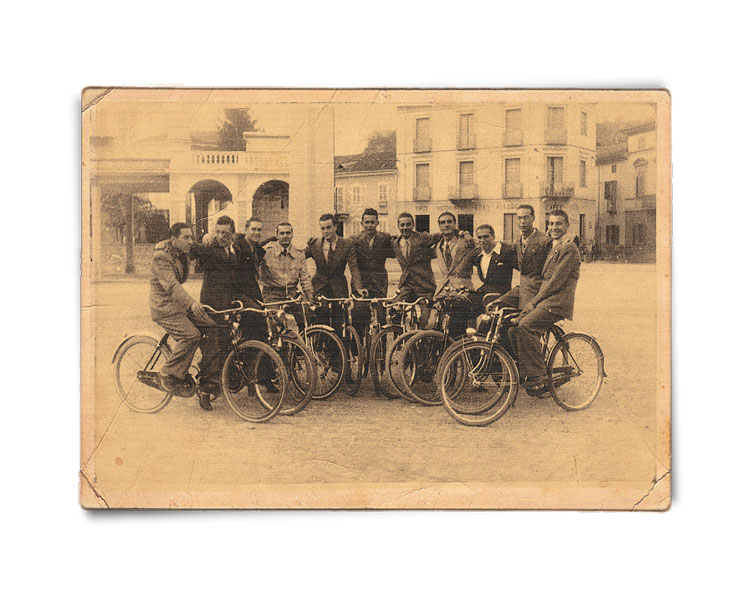
La squadra dell’Asti che nella stagione 1946-47 vinse la prima fase del campionato di Serie C. I giocatori ebbero in premio una bicicletta ciascuno.

Nella stagione successiva, 1946-1947, la storia si ripeté.  L’Asti con allenatore ancora Piccaluga, termino al primo posto il proprio girone (i giocatori ebbero in premio una bicicletta ciascuno) accedendo a una nuova finale a tre per la promozione in Serie B. Gli avversari erano questa volta la Sanremese ed il Magenta. Furono due sconfitte di misura a decretare il successo del Magenta e ancora una volta i sogni di promozione svanirono.
Terzo ed ultimo tentativo nella stagione 1947-1948. Presidente era diventato Michele Pistone, produttore di spumanti, mentre in panchina restava Piccaluga. Chiusa la stagione regolare appaiato alla Biellese, in testa al girone, l’Asti fu sconfitto nel successivo spareggio per la Serie B sul neutro di Torino, su autorete di un suo difensore.
Per restare in Serie C secondo un piano nazionale di riorganizzazione dei campionati, l’Asti fu costretto ad un ennesimo triangolare con Monza e Libertas Trieste. Vinse due partite su tre (con Trieste e con il Monza nel ritorno) ma, a girone ancora da concludere, la Federcalcio l’ammise comunque alla Serie C per l’anno successivo.
Finì così il sogno di tutta una città di vedere la propria squadra militare nel campionato cadetto, vicino al calcio che conta.

### Il dopoguerra e la Ma.Co.Bi.

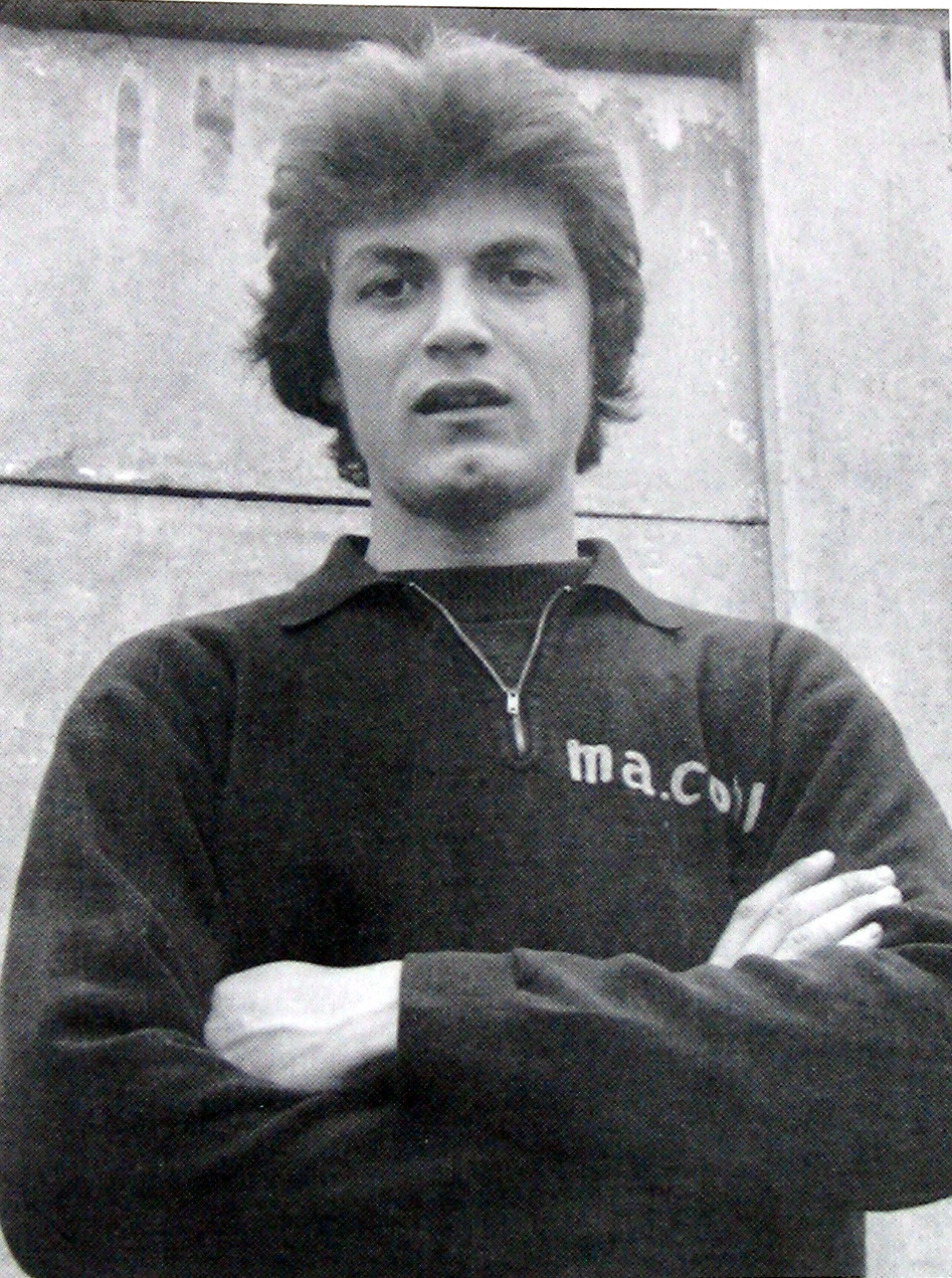
Giancarlo Antognoni durante la sua militanza nell'Asti Ma.Co.Bi.

Retrocesso in Promozione Interregionale al termine della stagione 1949-1950, nella stagione 1952-1953, con il riassestamento dei campionati nazionali, l'Asti scivolò nel campionato di Promozione regionale. Nel 1953 iniziarono i lavori per la costruzione dello Stadio Comunale.
Gli anni sessanta videro la nascita di una nuova formazione nel panorama calcistico astigiano, il G.S. Ma.Co.Bi. Asti, con maglie granata e calzoncini bianchi. Questa nacque nel 1965 per volere dell'industriale tessile Bruno Cavallo, allora vicepresidente del Torino e membro della dirigenza dell'Asti, allontanatosi da quest'ultimo per incomprensioni. In pochi anni, la Ma.Co.Bi. raggiunse nella stessa categoria la squadra astigiana: gli ultimi anni sessanta furono caratterizzati da un sentito dualismo tra le due compagini, anche se il presidente Cavallo cercò più di una volta la fusione delle società.
Nella stagione 1967-1968 la Pro Vercelli, vincitrice del campionato di quarta serie, fu penalizzata di quattro punti per un presunto illecito sportivo; la Ma.Co.Bi., seconda in classifica, fu quindi ripescata in Serie C. Questo diede il via alla fusione delle due società astigiane che nel 1968 si presentarono ai blocchi di partenza del campionato di Serie C come Asti Ma.Co.Bi. La permanenza in terza serie durò una sola stagione, e l'unico merito di quel periodo fu l'aver fatto esordire giocatori di ottimo livello, come Corrado Marmo e negli anni a seguire Giancarlo Antognoni (ceduto poi alla Fiorentina nel 1972 per la cifra-record di 435 milioni di lire), Fulvio Bussalino e Paolo Beruatto. Proprio nella stagione 1971-1972 la squadra Juniores dell'Asti Ma.Co.Bi. vinse il Campionato Berretti di Serie D, praticamente lo scudetto giovanile per squadre dilettantistiche.

### Nasce l'Asti T.S.C.
Nei primi anni settanta emerse dal panorama dilettantistico astigiano la società di calcio U.S. Torretta S. Caterina, con presidente l'imprenditore Giuseppe Nosenzo. La società bruciò le tappe nelle serie minori raggiungendo la Serie D al termine della stagione 1977-1978; dopo un paio di anni che videro militare nello stesso campionato di Serie D l'Asti ed il Torretta, quest'ultima, nella stagione 1979-1980, raggiunse la Serie C2.

L'Asti T.S.C. nella stagione 1983-84. Da sinistra, in piedi: Allegrini, Grossi, Cassano, Spollon, Bocchino, Franchini; accosciati: Spigoni, Cappelletti, Pillon, Venturini, Prevedini.

Il 15 giugno 1980, "a furor di popolo" avvenne la fusione delle due società: nacque l'Asti-Torretta Santa-Caterina (Asti T.S.C.), con presidente Nosenzo e colori sociali bianco-rosso-blu, stemma cittadino con il galletto e due torri, la torre Rossa e la torre Troyana. In panchina, dopo tre giornate sedette l'ex azzurro Angelo Domenghini, che fu però esonerato nell'ultima parte del disastroso campionato. La squadra, al termine della stagione, retrocesse nuovamente in Serie D. L'anno successivo la squadra ottenne una nuova promozione.
Nella stagione 1983-1984 Nosenzo ingaggiò l'allenatore Ezio Volpi, fu acquistato in blocco il reparto offensivo del Prato, che bene aveva fatto nella stagione precedente, a potenziare una già competitiva rosa comprendente il portiere Roberto Bocchino, che vestirà poi la maglia della Sampdoria, e il difensore Spollon (successivamente al Monza). La stagione si concluse con la promozione in Serie C1, il momento di maggior successo della gestione Nosenzo. Da quel momento in poi si assistette al declino della squadra astigiana che, dopo qualche anno di permanenza in Serie C, retrocesse nelle serie minori.

### Rinasce l'Associazione Calcio Asti
Nel 1988, con la presidenza di Gianmaria Piacenza e dei vice-presidenti Chiesa Piero e Turello Remo, la squadra ritornò all'antica denominazione di Associazione Calcio Asti, con colori sociali bianco e rosso.
Nella stagione 1994-1995, con in panchina l'allenatore Gerardo Bocchicchio, avvenne l'ultimo salto di categoria della squadra, che ottenne la promozione nel Campionato Nazionale Dilettanti e la conquista della Coppa Italia regionale. La nuova retrocessione nella stagione successiva e la crisi societaria dell'ultimo decennio portò l'Asti, nel 2006, alla fusione con l'Unione Sportiva Nova Colligiana di San Damiano d'Asti, ed assumere la nuova denominazione di Associazione Calcio Asti Colligiana. Dopo un solo anno in occasione dei festeggiamenti per il 75º anno di attività, la squadra torna alla sua denominazione originaria.
Nella stagione 2009-2010 con Marco Fornello in panchina, il 2 maggio 2010 dopo lo 0-0 contro la squadra di Cherasco, i galletti riconquistano la Serie D dopo 13 anni d'assenza e a 15 dall'ultima promozione conquistata.
Nella stagione 2010-2011 entrano a far parte del sodalizio nuovi dirigenti, tra cui il vicepresidente Massimo Colla e il direttore generale Alessandro Baistrocchi, che assieme al mister Civeriati portano la squadra al secondo posto nel girone A della Serie D, a pari merito con il Saint Christophe e a sfiorare il salto in Lega Pro. Nel luglio del 2012, dopo ventiquattro anni, la proprietà del club passa di mano: il nuovo presidente è Pierpaolo Gherlone, affiancato dal direttore sportivo Nicola Ascoli, dal vicepresidente Elio Testa, e dal tecnico Enrico Pasquali.

## Società

### Organigramma societario
Area direttiva
- Ignazio Colonna - Presidente
- Bruno Scavino - Imprenditore e azionista di riferimento
- Gianni Truffa - Presidente onorario
- Tony Isoldi - Direttore sportivo

Area organizzativa
- Ivo Anselmo - Consigliere delegato a manifestazioni ed eventi legati all'attività sportiva

Area marketing;addetto responsabile arbitri

### Sponsor
| Cronologia degli sponsor tecnici - 1984-1994 ... - 1994-2012 Erreà - 2012-2014 Legea - 2014-oggi Frankie Garage Sport | Cronologia degli sponsor ufficiali - 1984-1986 ... - 1986-oggi Banca CR Asti |

## Calciatori

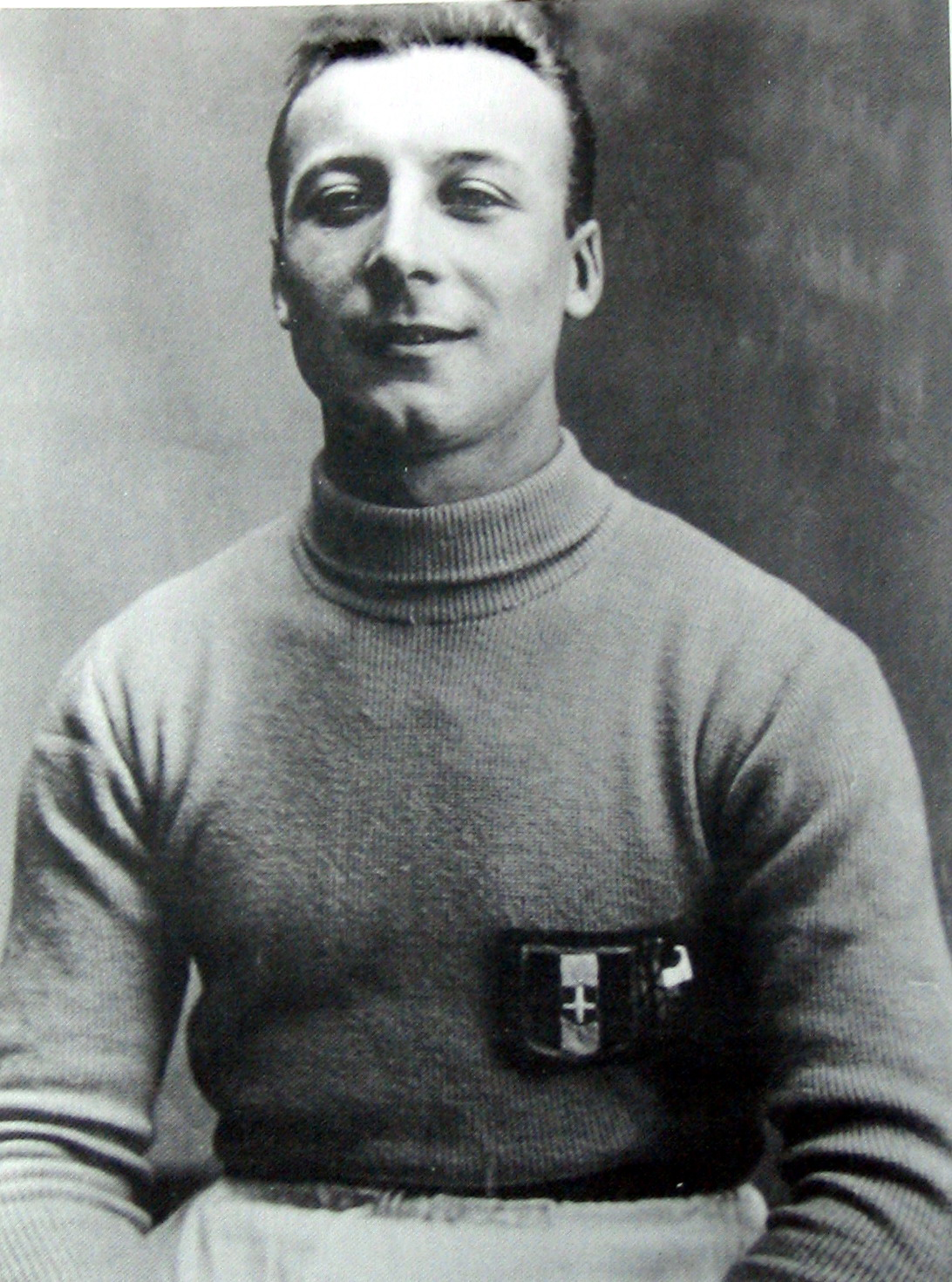
Vincenzo Bosia con la maglia della Nazionale

Tra gli ex galletti che hanno raggiunto la Serie A e vestito casacche prestigiose ricordiamo lo storico capitano della Fiorentina Giancarlo Antognoni, l'ex attaccante juventino Michele Padovano, Matteo Paro, e il portiere del Torino (con cui conquistò il primo scudetto della storia della squadra) e della Nazionale Vincenzo "Censín" Bosia, a cui è dedicato lo stadio di Asti. Uno dei più recenti ex galletti che ha raggiunto la massima serie è Moise Kean, ex Juventus e Paris Saint Germain.

## Palmarès

### Competizioni interregionali
- Campionato italiano Serie C: 2

1945-1946 (girone D Alta Italia), 1946-1947 (girone B Alta Italia)
- Serie D: 1

1979-1980 (girone A)
- Campionato Interregionale: 1

1981-1982 (girone A)

### Competizioni regionali
- Eccellenza: 2

2009-2010 (girone B), 2020-2021 (girone B)
- Promozione: 1

1954-1955 (girone B)
- Coppa Italia Dilettanti Piemonte-Valle d'Aosta: 1

1994-1995

### Competizioni giovanili
- Campionato nazionale Dante Berretti: 1

1971-1972 (torneo Serie D)

### Altri piazzamenti
- Serie C:

Secondo posto: 1947-1948 (girone C)
- Serie C2:

Secondo posto: 1983-1984 (girone A)
- Serie D:

Secondo posto: 1964-1965 (girone A), 1966-1967 (girone A), 1971-1972 (girone A)
Terzo posto: 1963-1964 (girone B), 1978-1979 (girone A)
- Eccellenza:

Secondo posto: 1994-1995 (girone A), 1998-1999 (girone B), 1999-2000 (girone A)
Terzo posto: 2018-2019 (girone C)
- Promozione:

Terzo posto: 1976-1977 (girone B), 2001-2002 (girone D)

## Statistiche e record
| Livello | Categoria                                     | Partecipazioni | Debutto   | Ultima stagione | Totale |
| ------- | --------------------------------------------- | -------------- | --------- | --------------- | ------ |
| 2º      | Seconda Divisione                             | 2              | 1924-1925 | 1925-1926       | 5      |
| 2º      | Prima Divisione                               | 3              | 1926-1927 | 1928-1929       | 5      |
| 3º      | Prima Divisione                               | 3              | 1929-1930 | 1934-1935       | 18     |
| 3º      | Serie C                                       | 14             | 1935-1936 | 1968-1969       | 18     |
| 3º      | Serie C1                                      | 1              | 1984-1985 | 1984-1985       | 18     |
| 4º      | Seconda Divisione                             | 1              | 1932-1933 | 1932-1933       | 36     |
| 4º      | Promozione                                    | 2              | 1950-1951 | 1951-1952       | 36     |
| 4º      | IV Serie                                      | 2              | 1955-1956 | 1956-1957       | 36     |
| 4º      | Campionato Interregionale - Seconda Categoria | 1              | 1957-1958 | 1957-1958       | 36     |
| 4º      | Campionato Interregionale                     | 1              | 1958-1959 | 1958-1959       | 36     |
| 4º      | Serie D                                       | 24             | 1959-1960 | 2025-2026       | 36     |
| 4º      | Serie C2                                      | 5              | 1980-1981 | 1986-1987       | 36     |
| 5º      | Campionato Interregionale                     | 3              | 1981-1982 | 1988-1989       | 11     |
| 5º      | Campionato Nazionale Dilettanti               | 2              | 1995-1996 | 1996-1997       | 11     |
| 5º      | Serie D                                       | 6              | 1978-1979 | 2013-2014       | 11     |

## Tifoseria

### Gemellaggi e rivalità
I tifosi dell'Asti hanno coltivato buoni rapporti con i supporters della Giana Erminio di Gorgonzola, del Canavese e del Gozzano.
Tra le "curve" rivali si annoverano quelle di Imperia e Derthona.